# الحفاظ على الأغراض اللدنة وترميمها

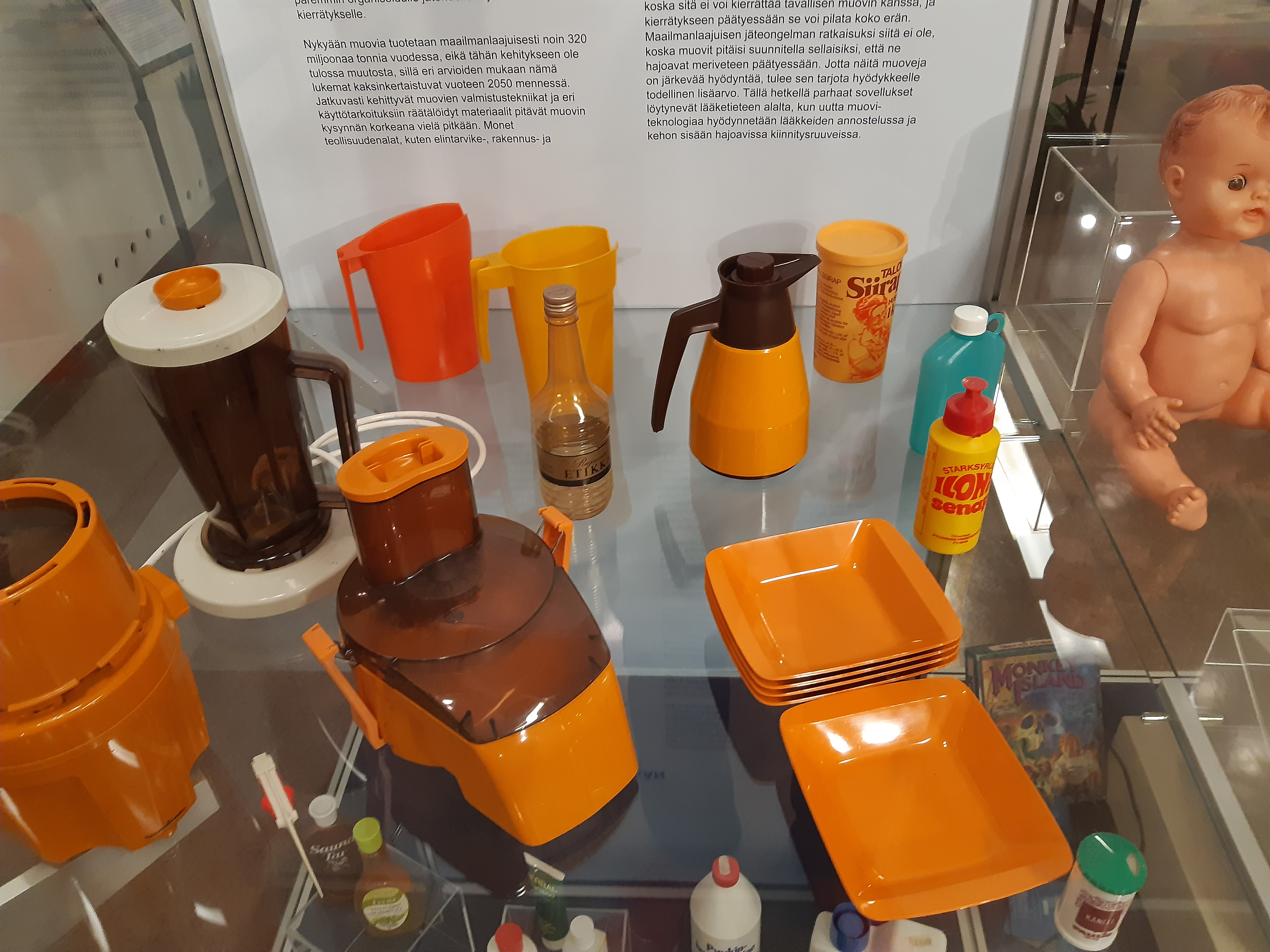
أغراض لدنة في متحف في فنلندة

الحفاظ على الأغراض اللدنة وترميمها هو العمل المكرس للحفاظ على الأغراض ذات القيمة التاريخية والشخصية المصنوعة من اللدائن. عند تطبيق هذا النشاط على التراث الثقافي، يجري عمومًا على يد مُرمم.

## خلفية
ضمن مجموعات المتاحف، ثمة تشكيلات متنوعة من الأعمال والمشغولات الفنية المكونة من مواد بلاستيكية عضوية، سواء أكانت صناعية أو شبه صناعية، أُنشئت من أجل مجموعة من الاستعمالات من الفنية إلى التقنية حتى الاستخدام المنزلي. صارت اللدائن جزءًا لا يتجزأ من الحياة، وصار العديد من المشغولات اللدينة أيقونة ثقافية أو غرضًا يستحق الحفظ للمستقبل. رغم أنها مواد حديثة نسبيًا لتكون في مجموعات المتحف، نظرًا لأنها نشأت في القرن التاسع عشر، تتدهور اللدائن بمعدل ينذر بالخطر. لا يجازف هذا بفقدان الأغراض نفسها وحسب، بل قد تتحلل المواد الأخرى القريبة عن طريق إطلاق الغازات أو التفاعلات مع المواد الكيميائية المنبعثة الأخرى.

## تعريف المواد اللدينة
تعريف المكونات اللدينة من ضمن مجموعة أمر في أقصى الأهمية، لأن بعض اللدائن قد تطلق سمومًا أو غازات مؤذية يمكنها إضرار الأغراض القريبة. يمكن وضع خطة حفاظ لإبطاء الآثار وحماية المجموعة.
يجري تعريف اللدائن بعدة طرق، بما فيها الاسم التجاري، أو اسم العلامة التجارية، أو رقم براءة الاختراع. اعتمادًا على الشركة المصنعة، ربما جرى استخدام صيغ ومواد كيميائية مختلفة لإنتاج اللدائن على مر السنين. قد يوجد رمز إعادة تدوير، ما يعطي معلومات عامة عن تركيبة المادة، وقد يكون التعرف على المركبات اللدينة أو الخلطات المسجلة الملكية أكثر صعوبة.
إن لم توجد علامات لتحديد نوع اللدائن المستخدم، ما يزال من الممكن تعريفه عبر استخدام أشكال متعددة من تقنيات المطيافية مثل المطياف البصري، ومطيافية رامان منتصفة الأشعة تحت الحمراء والتنظير الطيفي للأشعة القريبة من تحت الحمراء إلى جانب مطيافية الكتلة. تتضمن أشكال التعريف الأخرى تحليل العناصر أو التحليل الحراري لفك شيفرة تركيبة اللدائن.
أنشأ متحف تصميم اللدائن (إم أو دي آي بّي) دليلًا للأغراض اللدينة يتضمن تواريخ التصنيع وعملياته، رفقة سماته النموذجية كالملمس والرائحة. إن اختلفت سمات غرض في المجموعة عن المتوقع، فمن الممكن أن تلك القطعة قد بدأت بالتدهور.

## لدائن شائعة
تتضمن القائمة أدناه التركيبات الكيميائية التي تشكل اللدائن الشائعة الموجودة في مجموعات المتاحف. هذه بعض اللدائن التي قد تتحلل، لكنها لا تحمل ضررًا جديًا على الأغراض القريبة:
- إسترات السيلولوز.
- متعدد كلوريد الفينيل (البولي فينيل كلوريد).[5]

فيما يلي المواد اللدينة «الخبيثة» التي ستهرم سريعًا إذا ما تُركت دون معالجة، وهي أكثر عرضة لخطر إطلاق الغازات أو إطلاق المواد السامة التي يمكنها أن تلحق الضرر بالأغراض المحيطة:
- كلوريد متعدد الفينيل.
- بولي يوريثان.
- نيتروسيليلوز.
- أسيتات السيليلوز.
- المطاط المُفَلكَن.
- اللدن الحيوي.

قادت المخاوف البيئية التغييرات الحديثة تصنيع اللدائن ناحية اللدائن القابلة للتحلل الحيوي، والتي يرافقها أثر سلبي محتمل من ناحية الاستقرار طويل الأجل لهذه المواد في مجموعات المتاحف.